# Gosnold (Massachusetts)
Gosnold ist eine Gemeinde im Dukes County, die die Inseln der Elizabeth Islands umfasst, im US-Bundesstaat Massachusetts. Das U.S. Census Bureau hat bei der Volkszählung 2020 eine Einwohnerzahl von 70 ermittelt.

## Geschichte

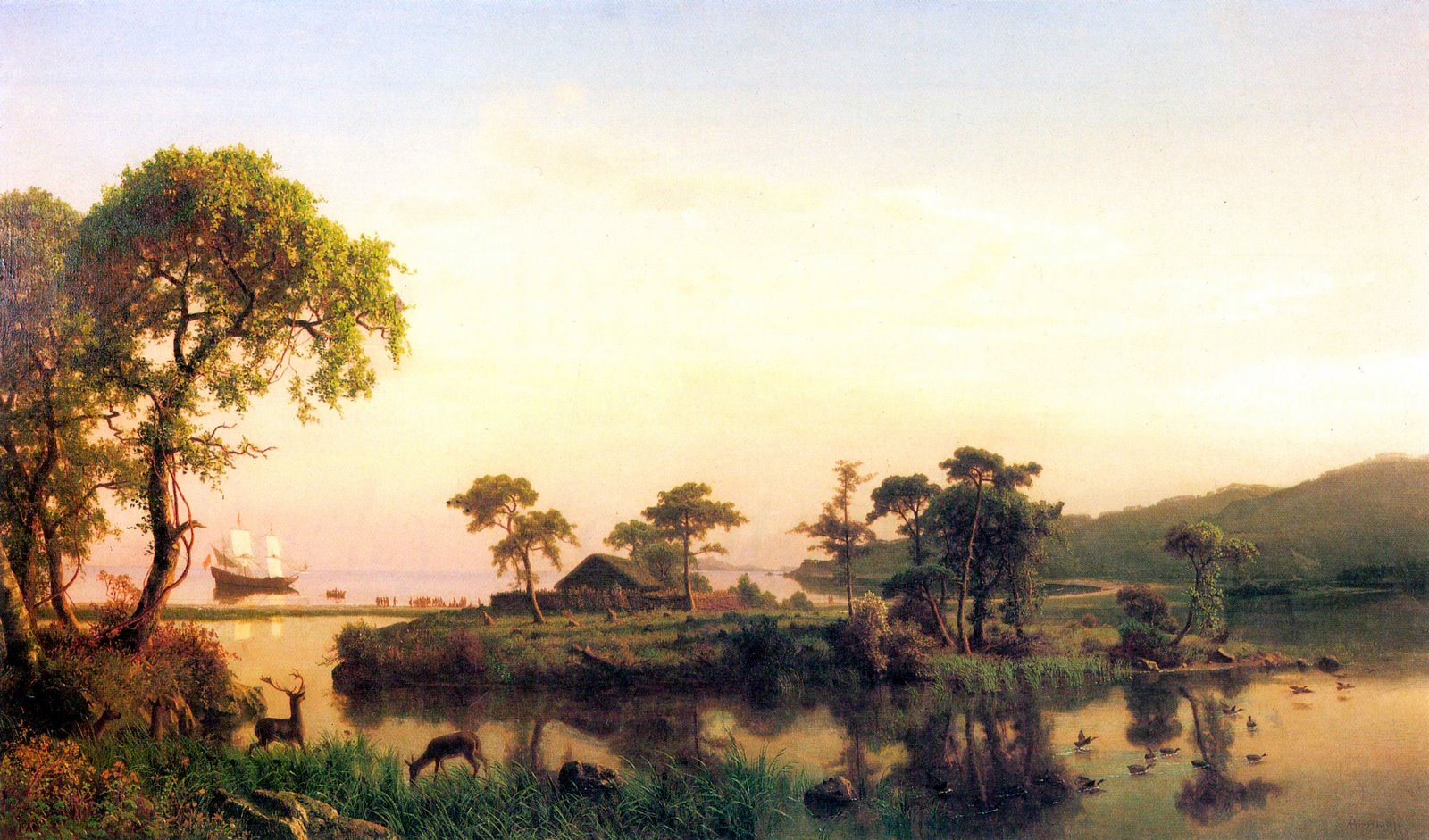
Cuttyhunk 1858

Die ersten Siedler, die die Elizabeth Islands besiedelten, waren die Wampanoag. Im Sommer betrieben sie auf den Elizabeth Islands Jagd und Fischerei. Die Namen der einzelnen Inseln der Elizabeth Islands stammen aus der Sprache der Wampanoag.
Bartholomew Gosnold, nach ihm wurde die Gemeinde später benannt, war einer der ersten Europäer, der 1602 von den Elizabeth Islands Kenntnis erhielt. Gosnold und seine Mannschaft versuchten, den ersten Handelsposten auf Cuttyhunk zu errichten, um mit den Eingeborenen zu handeln. Der Handelsposten wurde nach einigen Wochen wieder aufgegeben und Gosnold beschloss mit seiner Mannschaft wieder zurück nach Großbritannien zu kehren. Erst 1641 wurden Gosnold und die Elizabeth Islands vom Briten Thomas Mayhew (1593–1682) wieder besiedelt und anschließend von Mayhew erworben. Die Wampanoag beanspruchten die Inseln und Gosnold bis 1658 für sich. 1683 wurden die Elizabeth Islands, Martha’s Vineyard und Nantucket in die Province of Massachusetts Bay überführt. Gosnold wurde 1864 als eigene Gemeinde gegründet. Früher war Gosnold Teil der Gemeinde Chilmark auf Martha’s Vineyard.

## Geographie
Nach Angaben des United States Census Bureau hat die Gemeinde eine Gesamtfläche von 363,0 km², davon fallen 90,95 %, also 328,9 km² auf Wasser und 9,05 %, 34,2 km² auf Land. Gosnold umfasst unter anderem die Inseln Nonamesset Island, Uncatena Island, Naushon Island, Pasque Island, Nashawena Island und Cuttyhunk. Die Gemeinde zieht sich etwa 14 km von Südwesten auf Cuttyhunk nach Nordosten auf Nonamesset Island. Mehr als die Hälfte der Bevölkerung lebt auf Cuttyhunk, ein Viertel lebt auf Naushon Island und der Rest verteilt sich auf die anderen Inseln.

## Demographie
Beim United States Census 2000 lebten im gesamten Gemeindegebiet von Gosnold 68 Einwohner in 46 Haushalten und 21 Familien. Die Bevölkerungsdichte betrug 2,5 Einwohner je km². Es gab 215 Wohneinheiten mit durchschnittlichen Dichte von 16,1 je km². 95,3 % waren Weiße und 4,7 % waren zwei- oder mehrrasig. Die Altersstruktur verteilte sich 2000 auf 17,4 % Jugendliche bis 18 Jahre, 5,8 % waren zwischen 18 und 24 Jahren alt, 32,6 % waren zwischen 25 und 44 Jahren Alter, 31,4 % gaben an, ein Alter zwischen 45 und 64 zu haben und 12,8 % waren 64 oder älter. Das mittlere Alter der Bevölkerung betrug 42 Jahre. Auf 100 Frauen kommen 138,9 Männer. Das mittlere Einkommen betrug 2000 durchschnittlich 22.344 $. Eine Familie hatte ein durchschnittliches Einkommen von 27.500 $. Männer besaßen ein durchschnittliches Einkommen von 21.875 $ und Frauen ein mittleres Einkommen von 30.625 $. 23,5 % der Einwohner lebten unter der Armutsgrenze, darunter 40,0 % Jugendliche bis 18 Jahre und 22,2 % der über 64-Jährigen.